# Clã Borthwick
O Clã Borthwick é um clã escocês.
O atual chefe é o Major John Hugh S. Borthwick, 26º Lorde de Borthwick.

## História
Alguns sugerem que chegaram ao Reino Unido junto com legiões romanas e outros sugerem que são originários da Hungria.